# Груменбихл (Болцано)
Груменбихл је насеље у Италији у округу Болцано, региону Трентино-Јужни Тирол.
Према процени из 2011. у насељу је живело 73 становника. Насеље се налази на надморској висини од 1063 м.